# Luleå (comune)
Luleå  è un comune svedese di 74 185 abitanti, situato nella contea di Norrbotten. Il suo capoluogo è la cittadina omonima, capoluogo di contea.

## Geografia antropica
Nel territorio comunale sono comprese le seguenti aree urbane (tätort):
| #  | Località        | Popolazione |
| -- | --------------- | ----------- |
| 1  | Luleå           | 45 467      |
| 2  | Gammelstaden    | 4 892       |
| 3  | Bergnäset       | 3 674       |
| 4  | Södra Sunderbyn | 2 875       |
| 5  | Råneå           | 2 030       |
| 6  | Antnäs          | 845         |
| 7  | Alvik           | 771         |
| 8  | Rutvik          | 759         |
| 9  | Måttsund        | 587         |
| 10 | Bensbyn         | 434         |
| 11 | Bälinge         | 317         |
| 12 | Ersnäs          | 299         |
| 13 | Kallax          | 291         |
| 14 | Karlsvik        | 270         |
| 15 | Klöverträsk     | 260         |
| 16 | Jämtön          | 236         |
| 17 | Brändön         | 233         |
| 18 | Persön          | 226         |

## Amministrazione

### Gemellaggi
- Tromsø
- Kemi
- Murmansk
- Zenica
- Puerto Cabezas